# Clayton County Courthouse (Iowa)
Das Clayton County Courthouse in Elkader ist das Justiz- und Verwaltungsgebäude (Courthouse) des Clayton County im Osten des US-amerikanischen Bundesstaates Iowa. 

## Geschichte
Das Clayton County Courthouse wurde 1867–1868 aus roten Ziegelsteinen über einem Fundament aus Kalksteinblöcken im Italianate-Stil errichtet. Ein Anbau wurde zehn Jahre später fertiggestellt, der Uhrturm vervollständigte das Gebäude im Jahr 1896. Vor dem Gebäude steht ein Denkmal zu Ehren der Soldaten und Seeleute im Bürgerkrieg.
Im Jahr 1976 wurde das Gebäude unter der Referenznummer 76000745 in das National Register of Historic Places aufgenommen.